# Калинівка (Тростянецький район)
Кали́нівка (МФА: [kɐˈɫɪɲiu̯kɐ] ( прослухати)) — колишнє село, входило до складу Ницахської сільської ради, Тростянецький район, Сумська область. 18 січня 1988 року село зняте з обліку.

## Географічне розташування
Калинівка розташовувалась на відстані 1 км від села Новоукраїнка. По селу протікає пересихаючий струмок із загатою, близько знаходяться дубові ліси.